# 모터싸이클 다이어리
모터사이클 다이어리(스페인어: Diarios de motocicleta, 영어: The Motorcycle Diaries)는 2004년 공개된 영화이다. 체 게바라의 《Diarios de motocicleta》를 원작으로 한다.

## 줄거리
1952년, 의대 졸업을 앞둔 에르네스토 "푸세르" 게바라와 그의 친구이자 생화학자인 알베르토 그라나도는 부에노스아이레스를 떠나 오토바이를 타고 남아메리카를 횡단하는 여행을 시작한다. 이들의 주 목적은 페루의 나병 환자 수용소에서 일하는 것이지만, 그 과정에서 라틴 아메리카를 최대한 많이 보고 즐기는 모험을 추구한다. 알베르토는 여행 중에 많은 여성들과 교제하려는 목적도 가지고 있다. 낡은 노턴 500 오토바이 '라 포데로사'를 타고 안데스 산맥을 넘어 칠레 해안을 따라 아타카마 사막을 통과해 페루 아마존으로 진입, 알베르토의 30번째 생일인 4월 2일까지 베네수엘라에 도착하는 것이 목표였다.
하지만 '라 포데로사'가 고장나면서 이동 속도가 느려졌고, 걸어서 이동하는 경우가 많아 계획보다 훨씬 늦은 7월에 카라카스에 도착하게 된다. 여행 중 게바라와 그라나도는 가난한 토착민들을 만나고, '가진 자'와 '못 가진 자' 사이의 불평등을 피부로 느끼게 된다. 칠레에서는 공산주의 사상 때문에 핍박받는 부부를 만나 자신들의 안일함을 부끄러워하고, 추키카마타 구리 광산에서 노동자들이 부당한 대우를 받는 것에 분노한다.
페루의 마추픽추 유적지를 방문하면서 게바라는 큰 영감을 받는다. 그는 아름다운 문명을 건설했던 토착민들이 주변 도시를 오염시킨 사람들에 의해 파괴되었다는 사실에 깊은 고민에 빠진다. 이후 산파블로 나병 환자 수용소에서 3주 동안 봉사하면서 사회의 분열을 목격한다. 의료진과 환자들이 강을 사이에 두고 분리되어 생활하는 것을 보고 게바라는 나병이 전염되지 않는다는 의료적 신념과 연대의식을 보여주기 위해 고무장갑을 끼지 않고 환자들과 직접 손을 잡고 교류한다.
여행을 마치고 나병 환자 수용소를 떠날 때, 게바라는 평등주의적이고 혁명적인 충동을 확인하고 첫 정치적 연설을 한다. 그는 메스티소 민족의 단결을 바탕으로 남아메리카의 통일을 주장한다. 사회적 불의를 목격하면서 게바라는 세상을 바라보는 방식과 자신의 목적을 재정립하게 되고, 이는 훗날 그가 마르크스주의 혁명가로 활동하는 동기가 된다. 영화 마지막 장면에서 게바라는 밤에 위험을 무릅쓰고 천식을 앓고 있음에도 수용소의 격리된 두 사회를 가르는 강을 건너 환자들의 거처에서 밤을 보내고, 공항에서 그라나도는 그의 생일이 4월 2일이 아닌 8월 8일이었다고 밝히며 여행의 동기 부여를 위한 거짓말이었음을 고백한다. 게바라는 이미 알고 있었다고 답한다. 영화는 실제 알베르토 그라나도의 모습과 실제 여행 사진, 그리고 게바라가 CIA의 지원을 받아 볼리비아 정글에서 처형되었다는 언급으로 마무리된다.

## 배역
- 가엘 가르시아 베르날 - 에르네스토 게바라
- 로드리고 데 라 세르나 - 알베르토 그라나도